# Kónya József (labdarúgó)
Kónya József (Ercsi, 1920. március 6. – 1987. december 11.) válogatott labdarúgó, hátvéd.

## Pályafutása

### Klubcsapatban
1936-ban kezdte a labdarúgást a Törekvés csapatában. Itt mutatkozott be az élvonalban, 1939-ben. 1941 és 1944 között a Gamma labdarúgója volt. 1945–46-ban a Kőbányai Barátság csapatában játszott. 1946-ban igazolt a Csepel csapatához. Tagja volt az 1947–48-as idényben bajnokságot nyert csapatnak. 1954-ig 192 bajnoki mérkőzésen lépett pályára. 1955-ben a BVSC-be igazolt. 1957-től 1960-ig a Bp. Spartacusban játszott.

### A válogatottban
1948-ban 3 alkalommal szerepelt a válogatottban. Hétszeres B-válogatott (1949–50).

## Sikerei, díjai
- Magyar bajnokság
  - bajnok: 1947–48
- Magyar Népköztársasági Sportérdemérem ezüst fokozat (1951)[4]
- A Magyar Népköztársaság kiváló sportolója (1951)[5]

## Statisztika

### Mérkőzései a válogatottban
| Magyarország | Magyarország      | Magyarország                 | Magyarország | Magyarország | Magyarország | Magyarország | Magyarország | Magyarország |
| #            | Dátum             | Helyszín                     | Hazai        | Eredmény     | Vendég       | Kiírás       | Gólok        | Esemény      |
| ------------ | ----------------- | ---------------------------- | ------------ | ------------ | ------------ | ------------ | ------------ | ------------ |
| 1.           | 1948. április 22. | Budapest, Üllői úti stadion  | Magyarország | 7 – 4        | Svájc        | Európa-kupa  | -            |              |
| 2.           | 1948. május 23.   | Tirana, Qernal Stafa-stadion | Albánia      | 0 – 0        | Magyarország | Balkán-kupa  | -            |              |
| 3.           | 1948. június 6.   | Újpest, Megyeri úti stadion  | Magyarország | 9 – 0        | Románia      | Balkán-kupa  | -            |              |
|              | Összesen          |                              |              | 3            | mérkőzés     |              | 0            | gól          |